# Cistus clausonii
Cistus clausonii là một loài thực vật có hoa trong họ Nham mân khôi. Loài này được Font Quer & Maire mô tả khoa học đầu tiên năm 1930.